# فرودگاه بین‌المللی گرانتلی ادمز
فرودگاه بین‌المللی گرانتلی ادمز (به انگلیسی: Grantley Adams International Airport) یک فرودگاه همگانی با کد یاتا BGI است که یک باند فرود آسفالت دارد و طول باند آن ۳۳۵۴ متر است. این فرودگاه در شهر بریج‌تاون کشور باربادوس قرار دارد.

## شرکت‌های هواپیمایی و مقصدهای پروازی

### مسافری
The following airlines operate regular scheduled and charter flights to and from Barbados:
| شرکت‌های هواپیمایی                      | مقصدهای پروازی |
| -------------------------------------- | --- |
| ایر آنتیل اکسپرس                       | مارتینیک امه سزر، پوانت آ پیتر |
| ایر کانادا                             | فصلی: مونترآل-پییر الیوت ترودو |
| ایر کانادا روژ                         | پیرسون تورنتو |
| امریکن ایرلاینز                        | شارلوت داگلاس، میامی |
| بریتیش ایرویز                          | گاتویک |
| کاریبین ایرلاینز                       | پیارکو |
| کوندور فلوگدینست                       | فرانکفورت فصلی: مونیخ |
| یورو وینگز اجرا توسط سان‌اکسپرس دویچلند | چارتر فصلی: کلن بن |
| جت‌بلو                                  | لوگان، فورت لادردیل–هالیوود، جان اف کندی فصلی: لیبرتی نیوآرک |
| LIAT                                   | و. س. برد، ملویل هال، مارتینیک امه سزر، Georgetown–Ogle ، ماریس بیشاپ، پیارکو، رابرت ل. بریدشو، پرینسس جولیانا، جرج واین گارتنر ال چارلز، آرگایل, ترانس بی. لتسام |
| TIA2000                                | کنفیلد، ماریس بیشاپ، جرج واین گارتنر ال چارلز، آرگایل |
| Thomas Cook Airlines                   | فصلی: گاتویک، منچستر |
| Thomson Airways                        | فصلی: بیرمنگام، گاتویک، منچستر |
| ویرجین آتلانتیک                        | گاتویک، منچستر فصلی: هیترو لندن (آغاز از ۱۲ دسامبر ۲۰۱۷) |
| وست جت                                 | پیرسون تورنتو |

### باری
Besides the arrivals and departures terminals, Grantley Adams International Airport included provisions for a new cargo building in the 2000–06 expansion project. The cargo needs include timely postal services in addition to airline support. The cargo facility is located on the western end of the airport next to the new arrivals building.
| شرکت‌های هواپیمایی                       | مقصدهای پروازی                                                                 |
| --------------------------------------- | ------------------------------------------------------------------------------ |
| Ameriflight                             | رافائل هرناندز، لوئیز مونز مارین                                               |
| Amerijet International                  | مارتینیک امه سزر، چدی جیگن، ماریس بیشاپ، میامی، پیارکو، سیباو، هوانورا، آرگایل |
| کاریبین ایرلاینز اجرا توسط ای‌بی‌ایکس ایر | میامی، پیارکو                                                                  |
| دی‌اچ‌ال ایر بریتانیا                     | سیمون بولیوار، پیارکو                                                          |
| هواپیمایی اتحاد                         | اسخیپول آمستردام، ال دورادو، میلانو مالپنسا                                    |
| Solar Cargo                             | سیمون بولیوار                                                                  |
| ولگا-نپر ایرلاینز                       | جرج بوش                                                                        |